# Елисеев, Константин Петрович
Константин Петрович Елисеев (укр. Костянтин Петрович Єлісєєв; род. 14 сентября 1970, Красноармейск, Донецкая область, Украинская ССР, СССР) — украинский государственный деятель, дипломат. Заместитель главы Администрации президента Украины с 15 июля 2015 по 16 мая 2019 года.

## Биография
В 1992 году окончил Украинский институт международных отношений при Киевском ордена Ленина и ордена Октябрьской Революции государственном университете имени Т. Г. Шевченко по специальности «специалист по международным отношениям» и получил квалификацию «референт-переводчик французского языка».
В 1992—1993 годах — атташе группы коллегии МИД Украины; атташе, третий секретарь отдела международных организаций МИД Украины. В 1993—1994 годах — третий секретарь отдела политических вопросов ООН и её спецучреждений Управления международных организаций МИД Украины. В 1994—1997 годах — третий, второй секретарь Постоянного представительства Украины при ООН (США, Нью-Йорк). В 1997—1999 годах — второй, первый секретарь Посольства Украины во Французской Республике (Париж).
В 1999—2000 годах — главный консультант отдела двустороннего сотрудничества Главного управления по вопросам внешней политики Администрации президента Украины.
В 2000—2004 годах — директор кабинета министра иностранных дел Украины Анатолия Максимовича Зленко и Константина Ивановича Грищенко.
В 2004—2007 годах — заместитель представителя Украины при Европейских Сообществах (Европейском Союзе) (Бельгия, Брюссель).
С 19 сентября 2007 года по 14 июля 2010 года — заместитель Министра иностранных дел Украины. Занимал должность при министрах: Арсении Петровиче Яценюке, Владимире Станиславовиче Огрызко и Петре Алексеевиче Порошенко.
С 30 ноября 2007 года — глава делегации Украины на переговорах с Европейским Союзом по заключению соглашения об ассоциации, а с 10 августа 2010 года — член этой делегации.
С 27 декабря 2007 года имеет дипломатический ранг чрезвычайного и полномочного посла.
С 29 июня 2010 года по 15 июля 2015 года — Представитель Украины при Европейских Сообществах (Европейском Союзе).
13 мая 2013 года назначен советником Президента Украины и Уполномоченным Украины по вопросам внешнеполитических и интеграционных процессов. Однако, продолжая работать Постпредом при ЕС. 24 февраля 2014 года указ о назначении советником Президента был отменён как нереализованный, в тот же день, освобожден от обязанностей уполномоченного Украины.
С 15 июля 2015 года — заместитель главы Администрации президента Украины.
1 ноября 2018 года были введены российские санкции против 322 граждан Украины, включая Константина Елисеева.

## Критика
В 2009 году Елисеев был вовлечён в скандал с попыткой подкупа консула США на Украине за предоставление мультивизы одному из депутатов Верховной рады. По данным СМИ, подчинённый Елисеева, работавший начальником визового отдела в МИДе за решение проблемы депутата пытался передать 20 тыс. долларов консулу США Лендону Тейлору, который был известен призывами не использовать посредников при получении «грин-карт». Дипломат отказался от взятки и на следующий день в украинский МИД пришла официальная нота посольства США.
Во время визита президента Украины Виктора Януковича в Брюссель в ноябре 2010 года СМИ подвергли критике поведение Елисеева, которого сравнили со швейцаром. Представитель Украины при Евросоюзе первым вышел из автомобиля, открыл дверь для главы государства, а затем подхватил его одежду. Всё это происходило на глазах у чиновников ЕС Хермана Ван Ромпёя и Жозе Мануэла Баррозу. При этом после событий на «Евромайдане» и последовавшей волны люстраций Елисеев сохранил свою должность, во многом благодаря личной исполнительности и связям с политиками (Арсением Яценюком и Сергеем Лёвочкиным), к которым перешла власть.
В начале февраля 2017 года Елисеев в ответ на заявление президента России Владимира Путина о том, что Украина сама спровоцировала конфликт на Донбассе для «выбивания» денег с ЕС и США, сказал, что Россия «раздражена экономической стабилизацией» на Украине:
Когда я услышал эти слова, я вспомнил народную мудрость, которая гласит, что выбивают дурость из головы, а деньги вкладывают в успешные страны, успешные проекты.
Перед голосованием Верховной рады за назначение главы Национального антикоррупционного бюро в марте 2017 года Елисеев вместе с главой «Народного фронта» Арсением Яценюком встречались с послом США на Украине Мэри Йованович. Также двух сотрудников посольства видели в Верховной раде в день голосования по данному внитриукраинскому вопросу.

## Доходы
Согласно данным электронной декларации, Константин Елисеев за 2016 год заработал 318 тыс. гривен. Чиновник задекларировал две квартиры в Киеве (114,3 м² и 32,8 м²), земельный участок площадью 1000 м² в Киевской области, а также автомобиль Mini One 2012 года выпуска. У Елисеева в наличности имеется 135 тыс. долларов США, 55 тыс. евро, а у его супруги — 20 тыс. долларов.

## Награды
- Почётная грамота Кабинета Министров Украины (18 декабря 2002 года)
- Кавалер Ордена Чести (Грузия) (27 февраля 2009 года)[26]
- Кавалер ордена «За заслуги» ІІІ степени (19 июня 2017)[27]
- Кавалер ордена «За заслуги» ІІ степени (4 мая 2019)[28]

## Семья
Жена Алла Дмитриевна Елисеева. Есть дочь и сын Артём.